# Game, Dames and Guitar Thangs
Game, Dames and Guitar Thangs från 1977 är Funkadelic-Parliament gitarristen Eddie Hazels debutalbum, det förblev också hans enda soloalbum tills två år efter hans död.
Tre låtar på albumet är covers, I Want You (She's So Heavy) (originallåten av Beatles), California Dreamin (originallåten av The Mamas & the Papas) och Physical Love (originallåten av Bootsy's Rubber Band).
Game, Dames and Guitar Thangs reades ut kort efter den släpptes vilket gjorde skivan extremt sällsynt; att äga ett exemplar blev prestigefullt bland P-Funk-fans.
2004 släppte Rhino Records en begränsad-nyutgåva på cd av albumet som innehöll 4 bonusspår. Efter att Rhinos begränsade utgåva blev slutsåld släppte Collector's Choice Music skivan utan bonusspåren.

## Låtlista
1. California Dreamin' (John Phillips, Michelle Phillips) - 6:20
2. Frantic Moment (George Clinton, Bootsy Collins, Bernie Worrell) - 3:43
3. So Goes The Story (Clinton, Collins, Eddie Hazel) - 3:57
4. I Want You (She's So Heavy) (John Lennon, Paul McCartney) - 9:26
5. Physical Love (Clinton, Collins, Gary Cooper, Garry Shider) - 5:33
6. What About It? (Clinton, Hazel) - 3:45
7. California Dreamin' (Reprise) (J. Phillips, M. Phillips) - 1:40

Bonus (Rhino Records utgåva)
1. Smedley Smorganoff (Hazel) - 3:06
2. Lampoc Boogie (Hazel) - 11:46
3. From the Bottom Of My Heart (Hazel) - 12:34
4. Unkut Funk (Hazel) - 2:02

## Musiker
- Gitarr: Eddie Hazel, Michael Hampton, Garry Shider,Glenn Goins
- Bass: Bootsy Collins, Billy Bass Nelson, Cordell Mosson
- Trummor: Jerome Brailey, Bootsy Collins, Tiki Fulwood
- Keyboard: Bernie Worrell; Doug Duffey
- Sång: Lynn Mabry, Dawn Silva, Gary Cooper